# E-50 (戦車)
E-50は、第二次世界大戦中、ドイツで計画された中戦車。

## 開発
E-100、E-75、E-25、E-10からなる一連の戦車と同じく、戦車の各種構成品を共通化して生産性を高め、また重量ごとに戦車の標準化を行う E（Entwicklungstypen=開発タイプ）計画の一環として計画された。本車の目的としては、中戦車であるパンターを代替する物になる筈であった。なおE-100を除く一連のEシリーズは車体の製造にも至っておらず、本車を含めて完成した車両は現存していない。

## 構造
ティーガーIIに搭載されているエンジンを改良した、HL233P・V型12気筒液冷ガソリンエンジンを搭載する予定であった。
これは、同じくE計画によって計画された重戦車E-75と共通の物である。また、その他本車を構成するコンポーネント、例えばサスペンションなどもE-75との共通化が進められており、これにより生産性の向上が見込めたはずである。対して装甲厚はE-75との差別化のために減厚される予定であった。故に直接的な防御力ではE-75に負けるものの、出力重量比の観点から機動性においては勝る物となっていたはずである。
搭載武装については不明であり、今日に至るまで搭載予定砲に関する詳細な情報は見つかっていない。
50t級の車体規模、加えてパンターの後継車種であることから75mm級の戦車砲を搭載する可能性が高いものの、8.8cm戦車砲の搭載可能性が示唆されている説も存在する。また砲塔についてもパンターF型並びにパンターⅡと同型のシュマールトゥルムであるとする説、E-75とのコンポーネント共有の一環として砲塔も共通化させるとする説が混在し、依然として詳細は不明瞭である。

## 登場作品
『World of Tanks』（オンラインゲーム）
ドイツ中戦車E50として登場。